# Stripped
«Stripped» és el quinzè senzill de Depeche Mode i primer de l'àlbum Black Celebration. Fou publicat el 10 de febrer de 1986.

## Informació
La cançó va destacar per la seva innovació en l'ús del sampling. De fons es pot escoltar el so alentit d'un motor de motocicleta mentre que la melodia principal comença amb un motor de cotxe engegant-se i acaba amb sorolls de focs artificials. El tema encara té un so eminentment industrial com el dels inicis de Depeche Mode però la base és força minimalista. La lletra és força atrevida i oberta al proposar de despullar-se a una noia tant físicament com emocionalment. Stripped significa "nu" en català però també "ratllat" en determinats contexts, i en les projeccions dels concerts utilitzaven aquest doble sentit per fer un joc de paraules.
El segell del grup que tenien als Estats Units (Sire Records) va decidir utilitzar la cara-B "But Not Tonight" per la banda sonora de la pel·lícula Modern Girls i va incloure la cançó en l'edició estatunidenca de Black Celebration. Com a conseqüència, la discogràfica va llançar "But Not Tonight" com a senzill als Estats Units per promocionar la pel·lícula sense el consentiment de Depeche Mode.
Les altres cares-B van ser "Breathing in Fumes" i "Black Day". La primera era una cançó nova que utilitzava samples de "Stripped" i remesclada per la banda i Thomas Stiehler, mentre que la segona era una versió alternativa i acústica de "Black Celebration" cantada i escrita per Martin Gore junt amb Alan Wilder i el productor Daniel Miller, de fet, l'única cançó de Depeche Mode en la qual Miller estava acreditat com a compositor. La remescla "Highland Mix" de "Stripped" fou remesclada per Mark Ellis (més conegut com a "Flood"), i que posteriorment produiria els àlbums Violator i Songs of Faith and Devotion.
El videoclip de "Stripped" fou el darrer de Depeche Mode dirigit per Peter Care, i fou filmat a l'exterior dels Hansa Studios de Berlín. El videoclip fou inclòs en la col·lecció The Videos 86>98 (1998) i posteriorment en The Best of Depeche Mode Volume 1 (2006). "But Not Tonight" també tingué videoclip i fou dirigit per Tamra Davis, l'única dona que ha dirigit un videoclip de Depeche Mode. En aquest videoclip es barrejaven imatges de la banda amb imatges de Modern Girls, però posteriorment es van editar dues edicions més del videoclip sense imatges de la pel·lícula, escurçant així la durada del videoclip. El videoclip de "But No Tonight" fou inclòs en la reedició de Videos 86>98 + (2002).
De la cançó se n'han fet multitud de versions però la més destacada és la que va realitzar la banda alemanya Rammstein l'any 1998 adaptant-la a l'estil musical Neue Deutsche Härte. Aquesta fou la primera cançó cantada en anglès que va fer la banda i fou com a tribut a l'àlbum For the Masses de Depeche Mode. També s'han fet versions de la cara-B "But Not Tonight".
"Stripped" ha estat un dels temes més consistents en els concerts de Depeche Mode des de la seva introducció l'any 1986. Ha estat present la majoria de gires internacionals, tot i que per exemple a The Singles Tour rotà amb "Behind the Wheel" o a Touring the Angel s'hi va incorporar en la segona meitat de la gira. Des de l'inici s'interpretava en els concerts de forma totalment electrònica, però des de The Singles Tour (1998), la majoria d'actuacions es feien de forma electroacústica molt més llarga que l'original. "But Not Tonight" fou interpretada en directe per primer cop el 2013 per Martin Gore acompanyat només d'un piano, 26 anys després del seu llançament. Des de llavors es va afegir ocasionalment al repertori en viu.

## Llista de cançons
7": Mute/7Bong10 (Regne Unit)
1. "Stripped" – 3:47
2. "But Not Tonight" – 4:15

7": Sire/28564-7 (Estats Units)
1. "But Not Tonight" [*] – 3:54
2. "Stripped " – 3:59

12": Mute/12Bong10 (Regne Unit)
1. "Stripped" (Highland Mix) – 6:40
2. "But Not Tonight" (Extended Remix) – 5:11
3. "Breathing in Fumes" – 6:04
4. "Fly on the Windscreen" (Quiet Mix) – 4:23
5. "Black Day" – 2:34

12": Sire/20578-0 (Estats Units)
1. "But Not Tonight" (Extended Mix) [*] – 6:17
2. "Breathing in Fumes" – 6:04
3. "Stripped" (Highland Mix) – 6:41
4. "Black Day" – 2:35

CD: Mute/CDBong10 (Regne Unit, 1991), Sire/Reprise 40316-2 (Estats Units, 1991) i Reprise CDBONG10/R278891C (Estats Units, 2004)
1. "Stripped" – 3:53
2. "But Not Tonight" – 4:17
3. "Stripped" (Highland Mix) – 6:42
4. "But Not Tonight" (Extended Remix) – 5:14
5. "Breathing in Fumes" – 6:06
6. "Fly on the Windscreen" (Quiet Mix) – 4:25
7. "Black Day" – 2:37

CD: Intercord/INT 826.835 (Alemanya)
1. "Stripped" (Highland Mix) – 6:40
2. "But Not Tonight" (Extended Remix) – 5:11
3. "Breathing in Fumes" – 6:04
4. "Fly on the Windscreen" (Quiet Mix) – 4:23
5. "Black Day" – 2:34

- Totes les cançons foren compostes per Martin Gore excepte per "Black Day", escrita per Gore, Alan Wilder i Daniel Miller.
- [*] La versió de "But Not Tonight" llançada als Estats Units fou diferent a la versió llançada al Regne Unit. Aquesta versió fou remesclada per Robert Margouleff.